# Гинзбург, Фил
Фил Гинзбург (настоящее имя — Филипп Борисович Гинзбург (Писарев)) — российский музыкант и композитор.

## Биография
Родился 30 мая 1976 года в Ленинграде в семье физика, профессора Бориса Моисеевича Гинзбурга и детского врача Киры Николаевны Писаревой. В пятилетнем возрасте у Фила обнаружили абсолютный слух и судьба мальчика была предрешена: музыкальная школа по классу скрипки. Одновременно Филипп серьезно стал заниматься футболом, но музыка победила, хотя до сих пор он играет в международных арт-турнирах за команду актеров Санкт-Петербурга.
С 1992 по 1996 Фил обучался в музыкальном училище им. Римского-Корсакова по специальности — скрипка. В период обучения Фил серьезно подумывал о том, чтобы прекратить занятия музыкой, но поступив в 1996 году в джазовое училище (класс «джазовая скрипка»), где его педагогами стали прославленные музыканты группы «ДДТ» Никита Зайцев и Михаил Чернов, принял решение остаться в музыке.
С 1997 по 2001 обучался В СПБГУКИ по специальности «руководитель эстрадного коллектива, джазовая скрипка» (преподаватель мульти-музыкант группы «Поющие Гитары» Дмитрий Кижаев)
В 2001 году начинает работать в группе «Танцы минус» (клавишные, скрипка, аранжировки) и попутно пишет песни, некоторые из которых исполняет Григорий Лепс. Песня «Вьюга» вошла в лучшие хиты года.
В 2010 году Фил уходит в творческий отпуск и создает группу EXIT LIVE.
В 2012 — начинает карьеру композитора в кино (короткометражные, документальные, полнометражные фильмы)
В 2013 — начинает сотрудничество в качестве композитора и аранжировщика с коллективом под управлением Михаила Турецкого «SOPRANO Турецкого»
В 2015 году вместе с супругой Анной создает интернет-журнал «ТАКт», в котором становится автором и ведущим рубрики «VIP-ПЕРСОНА»..
С 2015 года женат на Анне Гинзбург.
2017 - лауреат международного кинофестиваля "Отцы и Дети" в номинации "Музыка Кино" за музыку к короткометражному фильму "Зуми-Юми"
2018 - Обладатель Гран При и Приза зрительских симпатий на IX международном кинофестивале IISFF (USA) за музыку к фильму "Взобраться на дерево"
2018 - медаль "За заслуги в культуре и искусстве" за альбом инструментальной музыки "MARATHON" - шедевры мировой музыки
2020 - обладатель диплома им. Риммы Казаковой со встроенной медалью за музыку к альбому “Филофобия”
2022 - обладатель диплома им. Риммы Казаковой со встроенной медалью за музыку к песне “Живи”
2024 - две серебряные медали на международном музыкальном конкурсе Global Music Awards в номинации "Инструментальная музыка" за альбом "Marathon" и в номинации "Композиторское мастерство"

## Роли в кино
- 2017 — «Зуми-Юми». Главная роль — Филипп Беконов
- 2017 — «Зуми-Юми: Хочу, чтобы…». Главная роль — Филипп Беконов
- 2018 — «Шиворот навыворот». Главная роль -Гарик

## Награды и премии
- Трёхкратный обладатель премии «Золотой Граммофон» (2001, 2006, 2009гг)[1]
- 2014 — лауреат премии «ХХ успешных людей Петербурга» в номинации «Музыка»[2]
- 2017 — лауреат международного кинофестиваля «Отцы и Дети» в номинации «Музыка Кино» за музыку к короткометражному фильму «Зуми-Юми»
- 2018 — Обладатель Гран-при и Приза зрительских симпатий на IX международном кинофестивале IISFF (USA) за музыку к фильму «Взобраться на дерево»
- 2018 - медаль "За заслуги в культуре и искусстве" за альбом инструментальной музыки "MARATHON" - шедевры мировой музыки
- 2020 -  обладатель диплома им. Риммы Казаковой со встроенной медалью за музыку к альбому “Филофобия”